# Ерве Фай
Ерве-Огюст-Етьєн-Альбан Фай (фр. Hervé-Auguste-Etienne-Albans Faye; 1 жовтня 1814 — 4 липня 1902) — французький астроном, член Паризької АН (1847).
У 1836 закінчив Політехнічну школу в Парижі. Потім працював у Паризькій обсерваторії, у 1848—1854 викладав геодезію в Політехнічній школі, в 1854—1873 — професор астрономії університету в Нансі. З 1873 — професор астрономії та геодезії Політехнічної школи.
Наукові праці присвячені фізиці Сонця і комет, космогонії. У 1843 відкрив нову комету (1843 III), що виявилася періодичною і була названа кометою Фая. Пояснював форму кометних хвостів тиском сонячного випромінювання на частинки речовини в хвостах. Вважав Сонце газовою кулею із сильними конвективними рухами. Запропонував гіпотезу про природу сонячних плям, згідно з якою плями — це вихори, що утворюються в результаті зустрічі двох шарів фотосфери, що володіють різними швидкостями. Розвинув і вдосконалив космогонічну теорію Лапласа. Свої космогонічні погляди виклав у книзі «Про походження світів» (1884). Займався удосконаленням астрономічних інструментів, сконструював зеніт-телескоп.
Член Бюро довгот в Парижі (1862, з 1876 — його президент), президент і почесний президент Французького астрономічного товариства, президент Міжнародної геодезичної асоціації.
Премія Лаланда (1844).